# Écoust-Saint-Mein
Écoust-Saint-Mein é uma comuna francesa na região administrativa de Altos da França, no departamento de Pas-de-Calais. Estende-se por uma área de 8,43 km². Em 2010 a comuna tinha 502 habitantes (densidade: 59,5 hab./km²).